# Ivan Tverdovskij
Ivan Tverdovskij (Mosca, 29 dicembre 1988) è un regista russo.

## Filmografia parziale

### Regista
- Klass korrekcii (2014)
- Podbrosy (2018)